# Agents secrets
Agents secrets és una pel·lícula francesa dirigida per Frédéric Schoendoerffer, estrenada el 2004.

## Argument
Agents secrets posa en escena de manera realista un grup d'agents de la DGSE francesa, abans, durant, i després d'una missió al Marroc. Un dels agents, Lisa (Monica Bellucci), cau en una trampa de l'agència i es troba darrere els barrots per servir, al si de la presó, una missió contra el seu grat. Eludint el control de l'agència que intenta fer-lo callar, l'amic de Lisa, Brisseau (Vincent Cassel), comprèn que les dues missions estan lligades entre elles per raons polítiques i financeres.

## Repartiment
- Vincent Cassel: Brisseau
- Monica Bellucci: Barbara / Lisa
- André Dussollier: Coronel Grasset
- Charles Berling: Eugène
- Bruno Todeschini: Home prim
- Sergio Peris-Mencheta: Raymond
- Ludovic Schoendoerffer: Loïc
- Éric Savin: Tony
- Serge Avedikian: Igor Lipovsky
- Gabrielle Lazure: Véronique Lipovsky
- Najwa Nimri: Maria Menendez
- Simón Andreu: Maître Deligny
- Clément Thomas: Guardaespatlles
- Rosanna Walls: L'amiga de Maria Menendez
- Jay Benedict: L'americà

## Al voltant de la pel·lícula
- Agents secrets marca la setena col·laboració de la parella Vincent Cassel / Monica Bellucci, després de L'appartement (1996), Dobermann (1997), Embrasse-moi Pasqualino (1997), Méditerranées (1999), El pacte dels llops (2001) i Irréversible (2002).
- La primera part de la pel·lícula reprèn de manera lleugerament adaptada l'Assumpte del Rainbow Warrior. Els esdeveniments són transposats a Casablanca i el vaixell sabotejat transporta armes i no militants ecologistes.